# Enrico Paulucci
Enrico Paulucci o Paulucci delle Roncole (Genova, 13 ottobre 1901 – Torino, 22 agosto 1999) è stato un pittore italiano, uno dei componenti del Gruppo dei Sei di Torino.

## Biografia

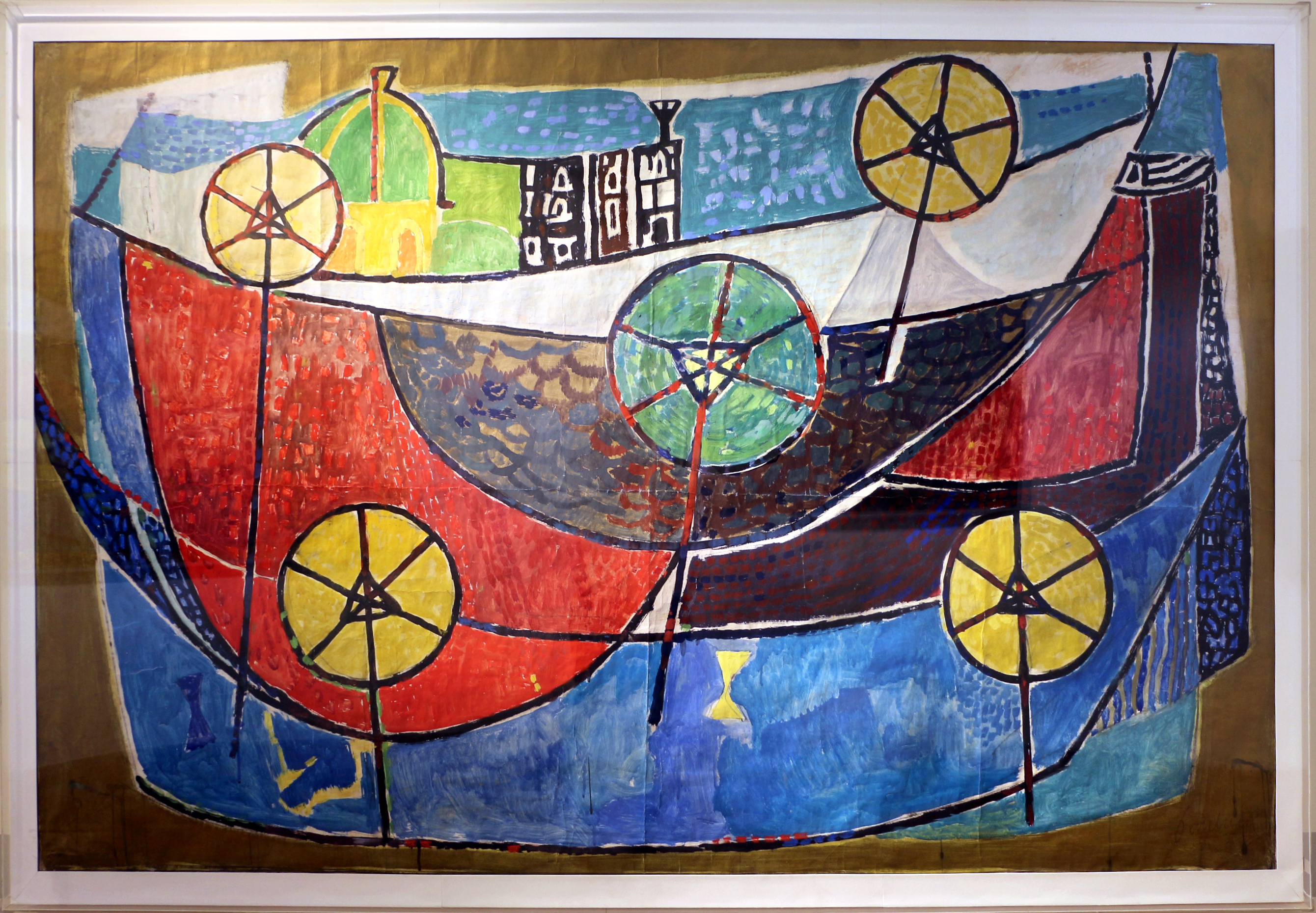
Senza titolo, bozzetto per mosaico (19555-1959), Collezione Mosaici Moderni della Pinacoteca di Ravenna

Figlio del generale marchese Paolo Paulucci Delle Roncole (o Paolucci delle Roncole) e di Amalia Mondo, originaria di Montegrosso d'Asti. Enrico Paulucci da adolescente si trasferì a Torino al seguito della famiglia e qui compì gli studi classici, si laureò in scienze economiche e in legge.
Durante gli anni del liceo mostrò già la sua inclinazione per la pittura e mentre seguiva i corsi universitari cominciò a esporre nelle mostre locali, partecipando anche per brevi periodi al movimento futurista.
Negli anni 1927-1928 cominciò a frequentare i pittori più noti dell'area torinese. In questi anni strinse amicizia con Felice Casorati, e in seguito con Lionello Venturi ed Edoardo Persico. Nel 1928 si recò a Parigi, dove approfondì la conoscenza della pittura francese, dall'Impressionismo in poi, e si interessò all'opera di Pablo Picasso, Henri Matisse, Raoul Dufy, e Georges Braque.

### Il Gruppo dei Sei pittori di Torino
Nel 1929 tornò a Torino, dove si unì agli amici Gigi Chessa, Carlo Levi, Nicola Galante, Francesco Menzio e Jessie Boswell, e con loro costituì il Gruppo dei Sei di Torino, sostenuto da Lionello Venturi e Edoardo Persico. Il gruppo guarda alla pittura francese postimpressionista (Cézanne, Derain, Matisse, Bonnard, Dufy). Il Gruppo dei Sei parlava di libertà e d'Europa in un clima in cui l'arte era minacciata dal nazionalismo e da ripiegamenti autarchici. La prima mostra del gruppo fu tenuta in un magazzino prima adibito a deposito di tappeti nella centralissima Galleria Lombardi. Altre mostre si tennero anche a Genova e a Milano. Il gruppo si sciolse nel 1931, ma Paulucci, Menzio e Levi esposero ancora insieme nel 1931-1932 a Parigi, Londra e Roma.

### Paulucci e Casorati
A Torino Paulucci fondò insieme a Felice Casorati lo studio Casorati-Paulucci, dove organizzò molte mostre d'avanguardia, tra cui la prima mostra italiana d'arte astratta del gruppo milanese del Milione. Insieme a Casorati diresse anche lo studio La Zecca. Nel 1938 fondò e diresse il Centro delle Arti, che presenta mostre di artisti ancora poco conosciuti a Torino.

### L'insegnamento
Nel 1939, Paulucci fu chiamato alla cattedra di pittura dell'Accademia Albertina, di cui divenne anche direttore nel 1955. Il suo insegnamento era libero da pregiudizi accademici, e perciò segnò l'inizio di un orientamento più attuale degli studi.
I suoi primi allievi furono Mario Davico e Mattia Moreni, che diventò poi uno dei maggiori interpreti del naturalismo astratto italiano. Paulucci cercò subito di stimolare e aprire gli occhi ai giovani, ai quali prima di allora erano ignoti persino Cézanne e l'Impressionismo.

### Rielaborazione dopo la guerra
Durante la guerra, Paulucci si trovò lo studio e la scuola distrutti, perciò fu costretto a trasferirsi a Rapallo, dove si costruì uno studio. Con la fine della guerra, tornò a Torino e la sua pittura cominciò a subire una rielaborazione, lenta ma continua, da cui nacque la prima mostra delle "Barche" alla Bussola.
Nel 1947 ottenne il secondo premio all'unica edizione del Premio Iseo, nel 1952 viene premiato al concorso della città di Sestri Levante e l'opera "Lungomare a Sestri Levante" (olio su compensato) è tuttora proprietà del Comune, mentre nel 1955 divenne direttore dell'Accademia Albertina; venne poi nominato membro dell'Accademia di San Luca a Roma, e in seguito anche membro dell'Accademia Clementina di Bologna e dell'Accademia delle Arti e del Disegno di Firenze. Nel 1958 vinse il Premio Michetti, che andò ad aggiungersi a quelli della Spezia, di Villa San Giovanni e al premio da lui ottenuto alla II Quadriennale di Roma del 1935 (su 9 partecipazioni) partecipa inoltre alla Biennale Internazionale d’Arte di Venezia nel 1954 e nel 1966 edizioni in cui ottiene il riconoscimento di una sala personale (aveva già partecipato alla mostra di Venezia del 1930 con 18 opere).

### Dopo il 1960
Dopo il 1960 sono da ricordare: la mostra “I Sei di Torino” del 1965 alla Galleria civica d'arte moderna e contemporanea di Torino; nel 1966 la sala personale alla XXXIII Biennale di Venezia; nel 1979 l'antologica alla Promotrice delle Belle Arti di Torino; nel 1980, la personale al Palazzo Pianetti Tesei di Jesi; nel 1983, la personale a Palazzo Bianco e Palazzo Rosso di Genova; nel 1986, l'esposizione “Astratto-Concreto” allo Studio d'Arte Le Immagini di Torino; nel 1987, la mostra antologica del Comune di Acqui Terme (Palazzo Robellini); nel 1988, la mostra “Primo Tempo” allo Studio d'Arte Le Immagini di Torino; nel 1989, l'antologica al Palazzo dei Leoni di Messina; nel 1990, la personale al Palazzo dei Congressi di Alba; nel 1992 e nel 1994, le personali all'Antico Castello sul Mare di Rapallo. Nel 1993 Paulucci ricevette il Premio Pannunzio a Torino, nel 1994 la medaglia d'oro della Presidenza della Repubblica per i Benemeriti della cultura e dell'arte e, nel 1995, il Premio Cesare Pavese. Nel 1996, venne inaugurata la mostra “Omaggio a Paulucci” alla Fondazione Palazzo Bricherasio a Torino, ripresa poi nel 1997 al Palazzo delle Nazioni Unite di Ginevra.
Nel 2009 la mostra "PAULUCCI la seduzione della pittura" Cavatore (AL) Casa Felicita a cura di Adriano Benzi.
IN PREPARAZIONE-  Acqui Terme: Palazzo Robellini dal 30  agosto al 12 ottobre 2025 - “ENRICO PAULUCCI - GRAFICA”

### Attività all'estero
Paulucci ebbe un'attività intensa anche all'estero. Sono da ricordare: nel 1930 l'esposizione alla Bloomsbury Gallery di Londra, nel 1931 quella alla Jeune Europe di Parigi, nel 1937 alla Akademie der Künste di Berlino, nel 1942 a Linz, nel 1946 a Londra, nel 1949 a Praga e al Cairo, nel 1951 ai Musées di Nizza, nel 1951 e nel 1953 alla I e alla II Biennale di San Paolo del Brasile, nel 1955 al Nationalmuseum di Stoccolma e alla Biennale Hispanoamericana di Barcellona, nel 1957 a New York (Columbia University), nel 1961 a Copenaghen, Oslo, Göteborg, nel 1963 a Skopje, nel 1979 in Finlandia.

### Ultimi anni
Paulucci muore il 22 agosto del 1999, a quasi novantotto anni, al terzo piano di un palazzo ottocentesco in Piazza Vittorio Veneto, nel centro storico di Torino. Oggi il suo appartamento ospita un archivio che documenta l'esperienza artistica del pittore. Tale archivio fu curato con dedizione da Federico Riccio, di nobile e antica famiglia astigiana, impeccabile stile, vecchia signorilità torinese, per trent'anni gallerista con la moglie Laura Ferrero, caro amico e importante collezionista di Enrico Paulucci, fondatore e direttore dal 2000 dello Studio Paulucci Archivi e Documentazioni, che fu una fucina di idee, mostre, iniziative e, soprattutto, un luogo in cui si catalogavano memorie e bellezza.
L'appartamento è stato sede, fino al 16 giugno 2001, di una mostra che raccoglieva quarantacinque ritratti eseguiti da Carlo Levi, compagno di Paulucci nell'avventura pittorica dei Sei.
Il pittore aveva voluto, da tempo, che il luogo della sua ultima dimora fosse Montegrosso d'Asti, il paese in cui nacque la madre. Lì aveva fatto costruire la tomba di famiglia e l'aveva arricchita componendo un mosaico giocato su una infinita tonalità di blu, azzurro e turchese raffigurante una nave che solca il mare (forse) dell'Eternità. Ora riposa accanto alla moglie Gita Maccagno, alla madre Amalia, al padre Paolo e alla sorella Maria.

## Paulucci e la Liguria
Per Paulucci la Liguria rappresentò sempre il luogo in cui ritirarsi; mantenne sempre infatti il legame con la sua città d'origine, Genova, che lui aveva amato e conosciuto da bambino fino ai dodici anni. Questo legame era condiviso anche dagli altri componenti del gruppo dei Sei di Torino: Gigi Chessa per esempio passò un periodo di convalescenza a Nervi (Genova). Per Paulucci la Liguria fu anche un importante luogo di incontri con altri intellettuali: qui infatti incontrò lo spezzino Pietro Maria Bardi, presso la Galleria del quale a Milano in via Brera Persico portò il gruppo dei Sei di Torino a battesimo. Un altro incontro importante avvenuto in Liguria è l'incontro con Enrico Sacchetti, che nelle estati a Santa Margherita Ligure esortava Paulucci a dipingere i paesaggi liguri.
Paulucci, inoltre, tra il 1950 e il 1955, espose quattro volte al Premio di pittura Golfo della Spezia: nel 1950, poi nel 1951, anno in cui ricevette il premio insieme a Augusto Magli, Renzo Grazzini e Giulio Turcato, in seguito nel 1952, e infine nel 1955.
Ma poi da sempre amo la Liguria perché da sempre consumo in lei i miei giorni più belli, giorni d'estate, quelli di una ancor possibile felicità in un mondo di incontri stimolanti, di stimolanti accensioni della fantasia, di fronte al mare che da sempre porta con sé il sapore della libertà e dell'avventura.»
(Enrico Paulucci, 1979)
Per omaggiare Paulucci, a dieci anni dalla sua scomparsa, l'Istituzione per i Servizi Culturali del Comune della Spezia tramite il Centro di Arte Moderna e Contemporanea della Spezia ha organizzato una mostra monografica, in collaborazione con l'Archivio Paulucci di Torino e l'Associazione Culturale "Lerici Pea", che documenta l'attività dell'artista dalla fine degli anni venti fino agli ultimi lavori. La rassegna raccoglie circa cento opere di Paulucci e si articola in diverse sezioni relative ai principali nuclei tematici del suo lavoro pittorico: Paesaggi (liguri, piemontesi e romani), Barche e marine, Figure e ritratti, Nature morte, Astratto/Concreto. Contiene poi una sezione di inediti riguardanti gli studi di design (Paulucci fu, tra l'altro, fondatore della rivista Casabella) e bozzetti per scenografie teatrali e cinematografiche. Centrale al senso di questa mostra è l'ininterrotto rapporto di Paulucci con la Liguria che si è espresso in moltissime opere, con una costante presenza del Golfo del Tigullio accompagnata da incontri intellettuali di primissimo piano, con legami con gli artisti e i critici liguri, con premi ricevuti e con tantissime mostre a lui tributate. Proprio perché Paulucci è stato il principale pittore dei paesaggi liguri del Novecento, la mostra è stata inserita a pieno titolo nel cartellone culturale della prima Festa della Marineria promossa dal Comune della Spezia dell'11 al 16 giugno 2009.

## Attività artistica
I soggetti raffigurati nelle opere sono: paesaggi, figure, marine, nature morte. Le tecniche principali sono: olio, gouache; cura molto anche la grafica (penna, matita, litografia, acquaforte).
Paulucci si è dedicato, oltre all'attività di incisore, a quella di grafico pubblicitario, e a quella di scenografo teatrale e cinematografico collaborando con Mario Soldati, Carlo Levi, Alessandro Blasetti, Alberto Moravia, Bosio, Pavolini, e Giorgio Strehler con rappresentazioni alla Fenice di Venezia e in altri maggiori teatri italiani. L'ultimo film girato negli studi di Torino, "La duchessa di Parma" di Blasetti, si gira negli ambienti da lui disegnati.
Inoltre, Paulucci, sollecitato da Gigi Chessa e da Persico, si concentra con una notevole produzione di studi critici anche sull'architettura, scrivendo saggi innovativi e di grande spessore.
L'artista cerca di rendere comprensibile il suo percorso non solo con le opere ma anche con gli scritti che accompagnano la sua produzione, portando così avanti in contemporanea sia il lavoro di pittore che quello di scrittore.

## La fortuna critica del pittore
Nel libro "Enrico Paulucci, se non dipingo non sono" (a cura di Laura Riccio, Marzia Ratti, Pia Spagiari, saggi e contributi di Antonio Del Guercio, Adriana Beverini, Marzia Ratti, Laura Riccio, Pia Spagiari, Milano, Silvana Editore Spa, 2009) troviamo diverse opinioni sul conto di Paulucci:
- «Paulucci ricostruisce un mondo che è vero solo perché è inventato, ma dove il mosaico cromatico non lascia di un filo la sicura consistenza delle cose; l'innesto lirico non trascura l'amore del concreto e ne ritrasmette felicemente la misura. Un esempio di pittura civile, come ancor oggi si può volere: che la vita abbia tutte le libertà tranne quella di non essere più vita e la pittura tutte le fantasie meno quella di non essere più pittura.» (Federico Riccio, 1980)
- «Nel pittore Paulucci una cosa che mi piace(ed è a nostro vedere precipuo per l'artista vero) è la sincerità che nei grandi va spesso accompagnata con un'altra dote: la spontaneità, l'immediatezza, una sorta di infallibilità meravigliosa, ma che è sempre lodevole.» (Filippo de Pisis, 1943)
- «Per essere calata dentro una realtà storica cui risponde evento per evento, la pittura di Paulucci, nonostante lo scintillio non mai messo a tacere dal suo cubo-fauvismo, non è immobile. Si snoda anzi attraverso una serie di svolte significative: la più importante, a mio avviso, quella del '47, con la rinunzia alla tavolozza impastata del decennio precedente e la riscoperta di un grafismo luminoso e secco. E felicissimo nei guazzi, dove il pennello vibra tracciando contorni serpentati, profili ad allegri festoni. Aveva certo ragione Persico: la pittura di Paulucci non è frivola; ma Persico aveva torto quando le negava di essere "decorativa". È ben vero che i valori della decorazione li abbiamo riscoperti da poco, e da poco riparliamo liberamente di mestiere pittorico, senza scandalo per gli intellettuali benpensanti.» (Rossana Bossaglia, 1979)
- «Non fu mai, Paulucci, pittore identificabile con un particolare luogo o situazione. Ricco invece del nomadismo intellettuale che privilegia il genio, il mondo viaggia con lui, le sue radici traslocano ed attecchiscono rapidamente in ogni nuova occasione: Torino, Roma e Rapallo sono situazioni straordinariamente consimili per una personalità poliedrica, caratterizzata da una forza portentosa, capace di catalizzare gli influssi piegandoli e temperandoli in funzione di un unico scopo: la sua arte. Il suo sogno, il suo ideale, la sua vita. La sua tavolozza di pittore si arricchisce via via di colori splendenti e pastellosi, lievi ed aciduli, rosati e vermigli, viola, aranci ed azzurri, gialli e verdi; i lampi di Matisse ed i lucori di Derain, la stesura piana di Braque e la svirgolata prospettiva di Cézanne, la nitidezza di Dufy, il tocco angelico di de Pisis e un pizzico ancora della polvere vellutata di Felice Carena, in una sintesi di spazio e luce, dove oggetti e colline, vele ed alberi galleggiano su superfici nuvoleggianti, annotate di macchie, ora d'aria ora di cielo. Con un dono innato: la leggerezza, l'impalpabilità, l'ironia, l'apparente disordine del volo di una farfalla o di un cardellino, che riassumono in una purezza quasi astratta una summa di sapienza antica, di gioia equilibrata, di ammicchi al dandysmo e lo snob. Come in un canto, un fischiettare anzi, libero ed immediato. Per arrivare alla liricità dell'emozione con la straordinaria semplicità di una pittura che non complica, non discute, non illude.» (Gianfranco Schialvino).

Nel catalogo della mostra del 2009  "PAULUCCI la seduzione della pittura" Cavatore (AL) Casa Felicita a cura di Adriano Benzi. Pubblicate a colori circa 70 opere con scritti di Elena Pontiggia, Vincenzo Gatti, Laura Riccio e Gianfranco Schialvino.

## Opere

### Marine
- Mareggiata (1928)
- Cabina rossa (1928)
- Cancello rosso (1929)
- Terrazza dal Kursaal (1930)
- Spiaggia e bagnanti (1930)
- Ragazzo e balaustra (1930)
- Bagnanti (1930)
- Marina con molo e torre (1930)
- “San Michele di Pagana - Rapallo” (1931)
- Molo a Rapallo (1938)
- Tre ragazze al mare (1938)
- La giostra (1940)
- Rapallo (dal Castello delle Clarisse) (1948)
- Porto (1950)
- La rada (1951)
- Lungomare a Sestri Levante (1952)
- Studio per le barche (1953)
- Piccolo porto (1953)
- Racconto marino (1953)
- Festa notturna (1954)
- Marina, spiaggia e ancora rossa (1955)
- Forme e colori sul mare (1958)
- Sole arancio e barche (1958)
- Marina con pilotina (1958)
- Molo e piccola spiaggia (1958)
- Barche (1959)
- Casa e barca (1960)
- Barche e tenda a righe (1960)
- Spiaggia con barche e lampara (1960)
- Regata (1960)
- Marina con barche e nuvole rosse (1960)
- Collina sul mare (1960)
- Barche e reti (1960)
- Il ponte (1960)
- Ombrellone rosso (1964)
- Marina a Nozarego (paese sul mare) (1967)
- Grandi vele (1970)
- Barca rossa (1970)
- Porticciolo ligure con barche (1970)
- Porto e molo con bandiera (1970)
- Piccolo approdo con le barche (1970)
- Giostra al mare (1970)
- Circo al mare (1970)
- Terrazza sul mare (1975)
- Rapallo (finestra dello studio) (1980)
- Pino e cielo rosso (1980)
- Marina (1980)
- Sul Porto (1988)

### Paesaggi
- Giostre e baracche (1926)
- Santa Maria del Capo (1931)
- Roma. Piazza del Popolo (1931)
- Roma. Il Pantheon (1931)
- Genova. Palazzo Reale (1931)
- Roma.Chiesa della Maddalena (1932)
- Paesaggio lungo il Po (parco Michelotti) (1932)
- Il ritrovo (1932)
- Porto di Odessa (1946)
- Strada bianca (1950)
- Finestra sulla collina (1960)
- Venezia (1960)
- Tavolino bianco in giardino (1961)
- Albero Rosso e neve (Bardonecchia) (1964)
- Paese collinare (1970)
- Paesaggio delle Langhe (1970)
- Gelsi (1970)
- Il melo (1975)
- Rapallo - la casa di Ezra Pound (1982)
- Ulivi e luna (1985)
- Alberi a Bocca di Magra (1987)
- Il Po a Torino (1988)

### Figure e ritratti
- Alberto Moravia (1932)
- L'acrobata del circo Italia (1932)
- La bella del molo (1934)
- Le lavandaie (1935)
- Ragazza con le maschere (1938)
- Ragazza ligure (1938)
- Ragazza con abito a fiori (1938)
- Ragazza sotto l'ombrellone (1948)
- Ragazza in verde (1948)
- La ragazza americana (1950)
- Ritratto di Laura Riccio (1977)

### Nature morte
- Piante grasse e libro blu (1923)
- Vaso bianco con rose (1930)
- Natura morta con anfora (1931)
- La gabbietta celeste (1947)
- Zucche (1947)
- Piatto nero e limoni (1960)
- Natura morta con frutta (1968)
- Vassoio con ciliegie (1970)
- Torino, finestra dello studio (1980)

### Astratto - Concreto
- Alberi e rocce (1957)
- Ulivi (1958)
- Marina (1958)
- Arboreo (1966)

### Bozzetti
- Manifesto de Il ballo dei ladri (1948)
- Manifesto pubblicitario (1950)
- Radioaudizioni di "Giugno radiofonico" (1950)

### Disegni e litografie
- Un'attesa (1931)
- Ragazza con la coperta (1932)
- Ragazza che si pettina (1932)
- Ezra Pound (1940)
- La cartomante (1940)
- Paese in collina (1940)
- Ragazza con cane (1940)
- Fiori di campo (1948)
- Campagna (1950)
- Paese bianco (1950)
- Ragazza al cavalletto (1950)
- Grande casa bianca (1950)
- Notturno in campagna (1960)
- Fiori(tipoxilografia) (1960)

### Scenografie
- Favola del figlio cambiato (1940)
- Les Malheurs d'Orphée (bozzetti scenici) (1948)